# Anthony Asquith
Pour les articles homonymes, voir Asquith.
Anthony Asquith est un réalisateur et scénariste britannique né à Londres, le 9 novembre 1902, et mort dans cette ville le 20 février 1968. Son père était Herbert Henry Asquith, Premier ministre du Royaume-Uni de 1908 à 1916. Il est le grand-oncle de l'actrice Helena Bonham Carter. Il était célibataire.

## Filmographie
- 1926 : Thou Fool : montage
- 1927 : Boadicée (Boadicea) : scénario
- 1928 : Un drame au studio (Shooting Stars) : réalisation, scénario
- 1928 : Un cri dans le métro (Underground) : réalisation
- 1929 : Un cottage dans le Dartmoor (A Cottage on Dartmoor) : réalisation, scénario
- 1929 : The Runaway Princess : réalisation
- 1931 : Tell England : réalisation, scénario
- 1931 : Carnaval (Dance Pretty Lady) : réalisation
- 1932 : Marry Me : scénario
- 1933 : L'As des carreaux (Letting in the Sunshine) : histoire originale
- 1933 : The Lucky Number : réalisation, scénario
- 1934 : Unfinished Symphony : réalisation
- 1935 : Moscow Nights : réalisation, scénario
- 1935 : Marin de Sa Majesté (Brown on Resolution) : réalisation 2de équipe
- 1938 : Pygmalion (Bernard Shaw's Pygmalion) : réalisation
- 1939 : En français, messieurs (French without tears) : réalisation
- 1940 : Channel Incident : réalisation
- 1941 : Radio libre (Freedom Radio) : réalisation
- 1941 : Cottage à louer (Cottage to Let)  : réalisation
- 1941 : Rush Hour : réalisation
- 1941 : Mariage sans histoires (Quiet Wedding) : réalisation
- 1942 : Uncensored : réalisation
- 1943 : Plongée à l'aube (We Dive at Dawn) : réalisation
- 1943 : L'Étranger (The Demi-Paradise) : réalisation
- 1944 : L'Homme fatal (Fanny by Gaslight) : réalisation
- 1944 : Two Fathers : réalisation, scénario
- 1945 : Le Chemin des étoiles (The Way to the Stars) : réalisation
- 1947 : Erreurs amoureuses (While the Sun Shines) : réalisation
- 1948 : Winslow contre le roi (The Winslow Boy) : réalisation
- 1950 : La Femme en question (The Woman in Question) : réalisation
- 1951 : L'Ombre d'un homme (The Browning Version) : réalisation
- 1952 : Il importe d'être Constant (The Importance of Being Earnest) : réalisation
- 1953 : The Final Test : réalisation
- 1953 : M7 ne répond plus (The Net) : réalisation
- 1954 : Évasion (The Young Lovers) : réalisation
- 1954 : Cour martiale (Carrington V.C.) : réalisation
- 1956 : On Such a Night : réalisation
- 1958 : Ordres de tuer (Orders to Kill) également nommé Ordres d'exécution : réalisation
- 1958 : Le Dilemme du docteur (The Doctor's Dilemma) : réalisation
- 1959 : La nuit est mon ennemie (Libel) : réalisation
- 1960 : Les Dessous de la millionnaire (The Millionairess) : réalisation
- 1960 : Zero : réalisation
- 1961 : Two Living, One Dead : réalisation et scénario
- 1962 : Sept heures avant la frontière (Guns of Darkness) : réalisation
- 1963 : Hôtel International (The V.I.P.s ou International Hotel) : réalisation
- 1964 : La Rolls-Royce jaune (The Yellow Rolls-Royce) : réalisation

## Récompenses
- 1939 : Oscar du meilleur scénario pour Pygmalion (Bernard Shaw's Pygmalion)
- 1952 : Bodil du meilleur film étranger pour L'Ombre d'un homme (The Browning Version)

## Prix Anthony Asquith
Aux British Academy Film Awards, le BAFTA de la meilleure musique de film a porté le nom d'Anthony Asquith entre 1969 et 1982 puis entre 1995 et 2007.